# Emilia lopollensis
Emilia lopollensis là một loài thực vật có hoa trong họ Cúc. Loài này được (Hiern) C.Jeffrey mô tả khoa học đầu tiên năm 1986.